# Rudolf Fahrner
Rudolf Fahrner (* 27. října 1941) je bývalý český fotbalista, útočník. Jeho synem je spisovatel a dramaturg Martin Fahrner.

## Fotbalová kariéra
V československé lize hrál za Dynamo Praha. Nastoupil ve 3 ligových utkáních. Gól v lize nedal. V nižší soutěži hrál i za LIAZ Jablonec

## Ligová bilance
| Ročník                                   | Zápasy | Góly | Klub         |
| ---------------------------------------- | ------ | ---- | ------------ |
| 1. československá fotbalová liga 1962/63 | 3      | 0    | Dynamo Praha |
| CELKEM                                   | 3      | 0    |              |